# Cukry redukujące
Cukry redukujące – węglowodany, które dzięki obecności grupy karbonylowej reagują pozytywnie z odczynnikami Fehlinga, Benedicta i Tollensa. Należą do nich niektóre monosacharydy – aldozy (tzn. cukry proste posiadające grupę aldehydową) i ketozy (tzn. cukry proste posiadające grupę ketonową) oraz niektóre cukry złożone, np. laktoza i maltoza.
Ich nazwa wynika z faktu, że reakcja z tymi odczynnikami polega na ich redukcji wolnymi grupami karbonylowymi występującymi w tych węglowodanach w formach łańcuchowych. Obecność tych grup w cukrach złożonych możliwa jest tylko wówczas, gdy przynajmniej jedna z reszt monosacharydu może występować w formie łańcuchowej (czyli jej anomeryczny atom węgla nie bierze udziału w wiązaniu O-glikozydowym). Przykładem cukru nieredukującego jest sacharoza, której oba monomery połączone są przez anomeryczne atomy węgla; polisacharydami nieredukującymi są celuloza i skrobia.
Grupa aldehydowa w reakcji z wcześniej wspomnianymi odczynnikami redukuje je, natomiast sama ulega utlenieniu do grupy karboksylowej. Ketozy, aby ulec redukcji, muszą najpierw ulec tautomerycznej przemianie do aldoz.